# 藤波清世
藤波 清世（ふじなみ きよよ）は、室町時代の公卿。神祇大副、伊勢神宮祭主。

## 生涯
大中臣親世の子として生まれる。
明徳5年2月3日（1394年3月5日）、神宮祭主となる。応永7年（1400年）、従三位に叙され、公卿に列した。この時までに神祇権大副となっている。北三品と称した。
同15年に正大副となるが、翌年11月に逝去した。79歳。法号は正祐。

## 官歴
- 応永7年4月2日（1400年4月26日）、従三位
- 応永15年8月3日（1408年8月24日）、神祇大副へ転任

## 系譜
- 父：大中臣親世
  - 兄弟：大中臣国世
- 妻：不詳
  - 子：藤波清誠、藤波清基、藤波清郷、藤波清忠